# 亚历山大·塞维鲁
亚历山大·塞维鲁（拉丁語：Alexander Severus，208年10月1日-235年3月18日，出生于今黎巴嫩，被杀于今德国美因茨），又称亚历山大一世，原名马库斯·尤利乌斯·格西乌斯·巴西亚努斯·亚历克斯（拉丁語：Marcus Julius Gessius Bassianus Alexianus），登基后他自己全名称马库斯·奥勒留·塞维鲁·亚历山大（拉丁語：Marcus Aurelius Severus Alexander），是罗马帝国塞维鲁王朝的最后一个皇帝，222年至235年在位。
亚历山大·塞维鲁13岁时被比他大四岁的表兄埃拉伽巴路斯确定为自己的继承人，次年他登基。他毕生主要受他母亲尤利亞·瑪麥亞的影响。玛麦亞是当时罗马帝国的真正统治者。他死后塞维鲁王朝就无嗣灭绝了。

## 出身
从母系和父系两方面亚历山大·塞维鲁的家庭均出自叙利亚。他的父亲格修斯·阿勒夏努斯是一名检察官，他出生地的骑士。他在亚历山大·塞维鲁当皇帝前就已经逝世了。他的母亲莫米亚是皇后尤利亚·多姆娜的妹妹尤利亞·瑪伊莎的两个女儿中小的那个。他母亲的家庭来自今天叙利亚的胡姆斯，在当地是望族。尤利亚·多姆娜是皇帝塞普蒂米乌斯·塞维鲁的妻子，塞维鲁是以他命名的王朝的奠基人。因此亚历山大·塞维鲁并非该王朝的直接亲属，而只是皇后家的亲属。

## 217年至218年的动乱
217年4月8日塞普蒂米乌斯·塞维鲁之子，皇帝卡拉卡拉被杀。参加谋杀的禁卫军长官马克里努斯成为其继承人。这意味着一个王朝更改，对于亚历山大的家族来说它意味着被逐出王权。由于塞维鲁的后代中男性的全部都死了，亚历山大的祖母尤利亞·瑪伊莎决定为自己的后代夺取皇帝的宝座。亚历山大的姨母尤利亚·索艾米亚斯14岁的儿子埃拉伽巴路斯于218年被立为皇帝。他的支持者能够战胜马克里努斯。此后瑪伊莎带着他的女儿和外孫埃拉伽巴路斯和亚历山大赴罗马。瑪伊莎成为年轻的埃拉伽巴路斯的执政。

## 上台
但是很快就显示出年轻的皇帝埃拉伽巴路斯独意孤行，为所欲为，而且不听别人的劝告，因此他很快就把自己弄得被人憎恨。这样一来他导致了一个巨大的危机，220年和221年这个危机越来越严重。因此亚历山大的外祖母瑪伊莎和他的母亲莫米亚开始准备让亚历山大成为埃拉伽巴路斯的继承人。他们传谣言说亚历山大是埃拉伽巴路斯的私生子。221年亚历山大正式被立为太子。埃拉伽巴路斯被迫收亚历山大为养子。埃拉伽巴路斯当然认识到了亚历山大的威胁，因此他多次试图谋杀亚历山大。亚历山大和他的母亲莫米亚与埃拉伽巴路斯和他的母亲索艾米亚斯之间开始了生死搏斗。瑪伊莎则支持亚历山大。最后瑪伊莎于222年3月11日唆使叛军杀死了埃拉伽巴路斯。13岁的亚历山大成为皇帝。

## 内政
一开始瑪伊莎和莫米亚共同执政，同时还挑选了一个由16名有威望的元老组成的顾问团。玛伊莎年紀已经很大了，她于224年逝世。此后莫米亚实际上成为单独统治者。一直到最后她也没有放弃她的权力。她让亚历山大接受非常好的教育，但是不允许他做任何决定。她与元老院保持着良好关系，将埃拉伽巴路斯做的不受欢迎的决定取消。向外她体现追崇罗马传统的美德和价值观。

### 禁卫军的叛乱
亚历山大和莫米亚政权最大的弱点是他们没有自己的权力基础，因此他们必须依靠禁卫军的支持。223年禁卫军危机就已经显示出这个弱点有多么严重了。222年莫米亚任命乌尔比安为禁卫军首领。由于小分歧导致禁卫军与罗马市民之间爆发了为期三天的街战。乌尔比安借此机会在此后的权力斗争中胜过他的两名副手，将他们处死。但是一年后禁卫军又发生叛乱，乌尔比安逃到皇宫。但是莫米亚无法保护他，结果他被当着莫米亚和亚历山大的面杀了。

### 婚姻
莫米亚为亚历山大挑选了女贵族欧比安娜为妻。欧比安娜出身于一个有声望，但是没有政治权利的家庭。225年两人结婚，他们没有生孩子，婚姻也没有持续多久，原因是莫米亚与欧比安娜和她父亲之间发生冲突。227年她强迫两人离婚。欧比安娜被流放到非洲，她的父亲试图唆使禁卫军叛乱，被莫米亚处死。这一次禁卫军是向皇帝效忠了，但是从此以后莫米亚不敢再为亚历山大提婚了。因此亚历山大没有后嗣，这更加加剧了王朝的动荡。
史学家赫罗提安报道说亚历山大本人支持他的妻子和他的丈人，但是不敢违背他的母亲。这个报道是否确切无法考证。

### 宗教政策
基督教在埃拉伽巴路斯统治时就已经不被受迫害，亚历山大和莫米亚容忍基督教。莫米亚与著名的基督徒俄利根有联系。4世纪和5世纪基督教文献称皇帝周围的部分人，或者甚至莫米亚本人皈依了基督教的说法不可信。亚历山大和莫米亚似乎比较偏向于将各种宗教融合到一起。4世纪出现的说法说亚历山大在他的私人圣叹里除了供奉被尊为神的皇帝外还供奉耶稣、亚布拉罕和俄耳甫斯的说法也被大多数学者怀疑。

## 军事和外交政策
一个这么不稳定的政府应该避免外部纠纷，但是虽然如此还是发生了两次大的军事冲突，原因是对方认识到罗马的虚弱并借机进攻。

### 波斯战争

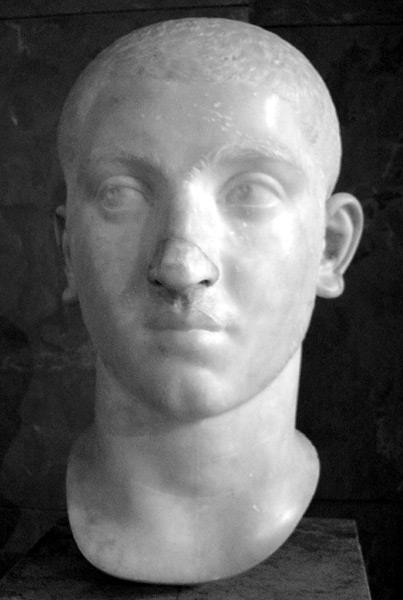
收藏在卢浮宫的亚历山大像

当时波斯只是安息的藩属国。但是在220年代里阿尔达希尔一世战胜了安息的最后几位国王，建立了波斯的萨珊王朝。230年（或231年）一支波斯军队进入罗马的美索不达米亚行省，围攻尼西比。叙利亚和卡帕多细亚受到威胁。莫米亚和亚历山大在次年离开罗马，进行反攻。但是当时罗马东部边境的军队刚刚叛乱，杀死了他们的首领，因此他们不可靠，他们的纪律和士气也非常低。
232年罗马分三军反攻。罗马的目标是波斯帝国的中心泰西封。北军从亚美尼亚进军，他们获得了当地安息势力的支持。亚历山大·塞维鲁随中军从巴尔米拉向反萨珊势力控制的哈特拉进军。南军沿幼发拉底河进军。流传下来的文献对于战事的细节报道不清晰，不同的报道也很矛盾。但是似乎罗马最高统帅未能完美地协调三个分隔的军队的共同进攻。显然双方都蒙受了巨大的损失，在此后丧失了其进攻能力。
总的来说罗马胜利，因为波斯的进攻被击退，罗马没有丧失土地。双方没有达成和平条约，但是由于资源耗尽也无法继续战斗。233年莫米亚和亚历山大凱旋回到罗马。但235年（或者236年）萨珊王朝就又开始在美索不达米亚对罗马进攻了。

### 日耳曼战争和被杀
由于波斯战争，罗马将莱茵河和多瑙河防线上的军团撤出，233年和234年日耳曼人借机对罗马占地进行劫掠，并摧毁部分防御设施。日耳曼人的行动对罗马造成巨大的威胁，以至于莫米亚和亚历山大不得不再次亲征。他们显然没有他们信任的人来领兵。罗马的总部设在美因茨。
亚历山大此时已经26岁，但依然完全受他母亲的控制。因此士兵看不起他。莫米亚作为妇女，在前线更加缺乏权威。在这种情况下，野心勃勃和受士兵喜爱的军官特别容易叛乱。尤其是亚历山大无嗣，因此人人有成为皇帝的机会。在东部就已经有过一个托里努斯试图篡权，但由于他淹死在幼发拉底河中，因此没有成功。
另一个威胁是亚历山大的前任埃拉伽巴路斯非常青睐军队，给军队大量的钱。但罗马无法支撑长期这样的耗费。莫米亚为克服经济危机，减轻税收。她自己花费非常节俭，因此许多人怨恨她小气。埃拉伽巴路斯时期拨给军队的特别费用都被她免掉，这引起军队里的巨大不满。再加上作战没有任何巨大的胜利，皇帝本人又缺乏男子汉气质。这一切最后都导致亚历山大和莫米亚的悲惨命运。
由于军队不受她的指挥，莫米亚试图收买日耳曼人，通过付钱来买得和平。这使得没有获得特殊支付的军人更加不满。对于他们来说，假如更朝换代的话，他们可能可以从新皇帝手中获得更多钱。因此他们推举教练新兵的军官色雷斯人马克西穆斯为皇帝。马克西穆斯答应军饷加倍，支付特殊奖金，以及赦免所有纪律处分。
亚历山大未能找到忠于他的军队，没有人想为他和他母亲战斗。马克西穆斯于235年3月下令将莫西亚和亚历山大在美因茨杀害。并下令对他们除忆诅咒。塞维鲁王朝就这样结束。
赫罗提安详细描写亚历山大之死的过程，尤其强调他对他母亲的依靠，但这些细节很可能是文学艺术性的夸张。
238年马克西穆斯死后，亚历山大不但被平反，而且被尊为神。

## 文献
关于亚历山大·塞维鲁最重要的文献来源于当代人赫罗提安和卡西乌斯·迪奥以及一个世纪后产生的《奥古斯都传记汇编》。卡西乌斯·迪奥在亚历山大在位时任执政官，他的观点代表了元老阶层的观点，在他们看来亚历山大和莫西亚的政策是好的。《奥古斯都传记汇编》中对亚历山大夸大的赞扬显然有神话的成分，总的来说历史学家认为它的内容可靠性很小。赫罗提安的描述则充满了戏剧性，此外他喜欢通过他的描述来发表他自己的道德评价，因此这也降低了他的可信度。
总的来说这些文献对亚历山大·塞维鲁非常赞扬，而对他的前任和继任的批评则非常激烈，这造成了一个非常鲜明的对比。塞维鲁王朝的最后一位皇帝似乎是一位和善、充满美德、公正和受热爱的统治者。现代研究则更加从政治和军事成就上来评价一位统治者。从今天的观点来看，他的不独立性非常糟糕，惟母命是從。即使当代的史学家在他们的赞扬中也无法掩盖这个事实。

### 主要
- Cassius Dio, Roman History, Book 80 （页面存档备份，存于）
- Herodian, Roman History, Book 6（页面存档备份，存于）
- Historia Augusta, Life of Severus Alexander
- Aurelius Victor, Epitome de Caesaribus（页面存档备份，存于）
- Joannes Zonaras, Compendium of History extract: Zonaras: Alexander Severus to Diocletian: 222–284
- Zosimus, Historia Nova（页面存档备份，存于）

### 次要
- Birley, A.R., Septimius Severus: The African Emperor, Routledge, 2002
- Southern, Pat. The Roman Empire from Severus to Constantine, Routledge, 2001
- Benario, Herbert W., Alexander Severus (A.D. 222–235), De Imperatoribus Romanis（页面存档备份，存于） (2001)
- Canduci, Alexander, , Pier 9, 2010, ISBN 978-1-74196-598-8
- Gibbon. Edward Decline & Fall of the Roman Empire (1888)
- Campbell, J.B., The Emperor and the Roman Army 31 BC - AD 235, Clarenden, 1984
- Wells, Colin, The Roman Empire, Harvard University Press, 1997

來源
- 本条目包含来自公有领域出版物的文本: Chisholm, Hugh (编). .  1 (第11版). London: Cambridge University Press. 1911.

## 外部連結
维基共享资源上的相關多媒體資源：亚历山大·塞维鲁
- . . 1913.
- Severus Alexander on NumisWiki（页面存档备份，存于）
- Coins of Severus Alexander（页面存档备份，存于）